# Клиент (роман)
«Клиент» (англ. The Client) — юридический триллер американского автора Джона Гришэма, который он написал в 1993 году. Роман вошёл в список бестселлеров по версии Publishers Weekly за тот же год. По  мотивам романа в 1994 году снят одноимённый фильм .

## Описание сюжета
На глазах подростка уходит из жизни адвокат мафии. Перед смертью он рассказывает, где преступный босс спрятал тело убитого им американского сенатора. Команда окружного прокурора пытается выбить из мальчика признание. Подросток нанимает себе адвоката, они находят тело и идут на сделку с ФБР.